# (No Pussyfooting)
(No Pussyfooting) è un album di Robert Fripp e Brian Eno pubblicato nel 1973 dall'etichetta inglese E.G. Records.

## Il disco
(No Pussyfooting) costituisce la prima collaborazione ufficiale tra Robert Fripp e Brian Eno, il primo reduce dal recente dissolvimento dei King Crimson di Islands, il secondo appena uscito dai Roxy Music e sul punto di intraprendere una fortunata carriera solista.
La sostanza dell'opera risiede nella tecnica di registrazione, ideata nel 1963 da Terry Riley che la chiamò time-lag accumulator (accumulatore di ritardo) e qui riscoperta da Eno. Un esempio della sua applicazione da parte di Riley sono i due brani che compongono l'album A Rainbow in Curved Air del 1969. La tecnica è riassumibile come segue: il segnale audio – nel caso di quest'album, il suono della chitarra elettrica suonata da Fripp – è inviato ad un registratore a bobina Revox, che lo incide una prima volta; il nastro appena inciso passa in tempo reale su un secondo Revox, che si limita a leggerlo e a rimandare il segnale al primo. L'effetto all'ascolto è che ogni singola nota suonata viene ripetuta diverse volte a distanza di qualche secondo, come in una eco molto lenta. Man mano che nuove note vengono eseguite, esse si sommano all'ascolto alle precedenti in una sorta di sovraincisione continua, limitata soltanto dal fatto che esse perdono a ogni passaggio volume e nitidezza rispetto alle nuove. Il risultato finale è un tappeto di suoni stratificati, la cui unica scansione ritmica è determinata dall'intervallo di tempo in cui il segnale passa ciclicamente da un apparecchio all'altro.
Nel caso di questo disco, sul tappeto di note ottenuto in precedenza nel modo descritto, Fripp improvvisò degli assolo mentre Eno in tempo reale attivava o disattivava il tasto di registrazione del primo Revox, di modo da inserire a piacimento nel loop frammenti dell'esecuzione del chitarrista.
I due brani che compongono l'album, totalmente improvvisati, furono registrati a un anno di distanza l'uno dall'altro: rispettivamente l'8 settembre 1972 a casa di Eno e nell'agosto 1973 ai Command Studios di Londra. La prima facciata rappresenta di fatto la prima esecuzione in assoluto di Fripp con questa tecnica, a lui sconosciuta prima d'allora. Dal 1978 in poi, il chitarrista la portò in concerto, suonando sempre da solo con chitarra e due Revox, e la battezzò Frippertronics – giocando col proprio cognome unito a electronics – pur riconoscendo sempre che l'invenzione tecnica in sé era anteriore all'impiego da parte sua, senza cioè mai attribuirsene la paternità.
La tecnica utilizzata in questo disco avrebbe fatto proseliti in anni seguenti, specie dopo che i delay digitali e i campionatori presero il posto dei magnetofoni. Lo stesso Fripp, dagli anni '90 in poi, propose un'evoluzione digitale dei Frippertronics, per la quale adottò il termine soundscapes («paesaggi sonori») coniato dal compositore canadese Raymond Murray Schafer con riferimento più generale alle sue teorie sull'ecologia acustica.

## Tracce
Musica di Brian Eno e Robert Fripp.
1. The Heavenly Music Corporation – 20:55
2. Swastika Girls – 18:43

## Formazione
- Robert Fripp: chitarra elettrica
- Brian Eno: sintetizzatori, tastiere e trattamenti elettronici